# Trönöskrinet

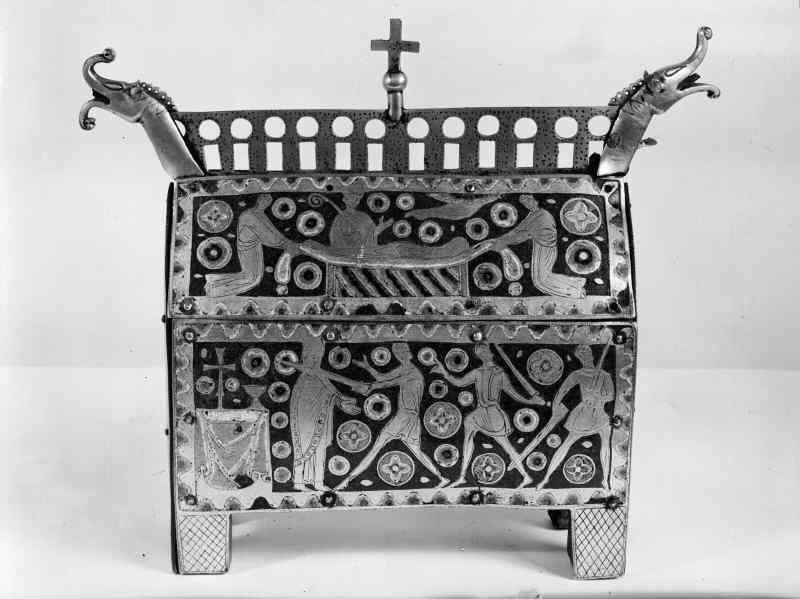
Trönöskrinet.

Trönöskrinet är ett relikskrin från början av 1200-talet som förvaras i Trönö nya kyrka i Söderhamns kommun i Gävleborgs län. Det är tillverkat i Limoges i Frankrike av förgylld och emaljerad koppar med scener ur Sankt Thomas Beckets liv. Före 1895 förvarades skrinet i Trönö gamla kyrka och flyttades till Trönö nya kyrka i samband med att kyrkan togs i bruk. Många skrin liknande Trönöskrinet och tillverkade i Limoges finns bevarade utanför Sverige.

## Branden i Trönö nya kyrka
År 1998 eldhärjades kyrkan. Trönöskrinet förvarades då i ett kassaskåp, där det var omslutet av plexiglas som smälte. Skrinet befarades först vara förstört men kunde restaureras av riksantikvarieämbetet.